# Disturbing the Peace
Disturbing the Peace — второй студийный альбом американской хеви-метал группы Alcatrazz, выпущенный в 1985 году (записан в 1984/1985 годах в Голливудской студии Cherokee Studios). В работе над альбомом приняли участие американский гитарист-виртуоз Стив Вай, британский вокалист Грэм Боннэт, британский бас-гитарист Гари Ши (ex-New England), американский барабанщик Джаннаро “Ян” Увена (ex-Iron Butterfy, Alice Cooper) и американский клавишник Джимми Уолдо (ex-New England). Данный альбом — единственный студийный плод сотрудничества группы с Ваем. Ведущим продюсером выступил Эдди Крамер, фотографом группы — Рон Слензак. Альбом пробыл в чарте Billboard 200 семь недель, доходя до 145 места.

В 2001 году альбом был перевыпущен в рамках второй части сборника композиций Стива Вая The Secret Jewel Box. В 2013 году также был перевыпущен в качестве перезаписанной и расширенной версии с новой обложкой польским лейблом Metal Mind.
| Оценки критиков                  | Оценки критиков |
| Источник                         | Оценка          |
| -------------------------------- | --------------- |
| AllMusic                         | [ 4 ]           |
| Collector's Guide to Heavy Metal | 9/10            |

## Список треков
1. "God Blessed Video" - 3:30
2. "Mercy" (Боннэт, Вай, Джимми Уолдо, Гари Ши, Джаннаро “Ян” Увена ) - 4:22
3. "Will You Be Home Tonight" (Боннэт, Вай, Джимми Уолдо) - 5:03
4. "Wire and Wood" - 3:29
5. "Desert Diamond" - 4:20
6. "Stripper" - 3:52
7. "Painted Lover" - 3:23
8. "Lighter Shade of Green" [инструментарий] (Вай) - 0:46
9. "Sons and Lovers" - 3:37
10. "Skyfire" - 3:54
11. "Breaking the Heart of the City" - 4:59

### Расширенное издание 2011 года
Записано 10 Октября, 1984 года в Tokyo Kōsei Nenkin Kaikan, Токио, Япония.
1. "Opening" - 2:08
2. "Breaking the Heart of the City" - 6:18
3. "Jet to Jet" - 4:38
4. "Skyfire" - 3:54
5. "Sons and Lovers" - 3:03
6. "Hiroshima Mon Amour" - 3:52
7. "God Blessed Video" - 4:58
8. "Will You Be Home Tonight" - 5:07
9. "Kree Nakoorie" - 9:09
10. "Since You've Been Gone" - 3:20
11. "Painted Lover" - 3:40
12. "Suffer Me" - 6:08
13. "Stripper" - 3:56
14. "Too Young to Die, Too Drunk to Live" - 4:46
15. "Koujou No Tsuki (The Moon over the Lake)" - 2:01
16. "Night Games" - 3:04
17. "All Night Long" - 8:55

## Персонал

### Alcatrazz
- Грэм Боннет — вокал, бэк-вокал

- Стив Вай — гитара, бэк-вокал

- Джимми Уолдо — клавишные, бэк-вокал, клавитара на "God Blessed Video" (концертн.)

- Гэри Ши — бас-гитара

- Ян Увена[англ.] — ударные, бэк-вокал

### Производство
- Эдди Крамер — продюсер, звукорежиссер, сведение в Cherokee Studios

- Джон Бегошян, Пол Леви — звукорежиссеры, сведение

- Брайан Лешон, Брайан Шойбле, Марк Вильчак, Пол Лани, Росс Стиен — помощники звукорежиссера

- Джордж Марино — мастеринг в Sterling Sound, Нью-Йорк

- Рон Слензак — фотография

- Эндрю Труман — менеджмент